# Ernst Nilsson
Ernst Nilsson (Malmö, Suecia, 10 de mayo de 1891-ídem, 11 de febrero de 1971) fue un deportista sueco especialista en lucha libre olímpica donde llegó a ser medallista de bronce olímpico en Amberes 1920.

## Carrera deportiva
En los Juegos Olímpicos de 1920 celebrados en Amberes ganó la medalla de bronce en lucha libre olímpica estilo peso pesado, tras el suizo Robert Roth (oro), el estadounidense Nat Pendleton (plata), y empatado con otro estadounidense Fred Meyer (también bronce).